# Арундаті Рой
Арундаті Рой (гінді अरुन्धती रॉय, англ. Arundhati Roy; нар. 24 листопада 1961) — індійська екофеміністська письменниця, що пише англійською, активістка з питань соціальної справедливості й економічної нерівності, противниця неоліберальної глобалізації. Авторка двох сценаріїв і кількох збірок есе. Лауретка Букерівської премії 1997 року за роман «Бог Дрібниць» (англ. The God of Small Things), що став однією з найпопулярніших книжок і був проданий накладом більше ніж у 8 млн примірників.
За свою активістську діяльність у 2002 році отримала Cultural Freedom Prize від Lannan Foundation.

## Життєпис
Мати Арундаті Рой — індійська християнка, родом з південного заходу Індії, зі штату Керала. Батько — індуїст з Бенгалії, власник чайної плантації. Дитинство Арундаті Рой провела в місті Айманам в Кералі, у віці 16 років переїхала в Делі, де проживає досі. Спочатку сім'я жила в невеликій хатині з бляшаним дахом, Арундаті заробляла на життя тим, що збирала і здавала порожні пляшки. Пізніше вивчала архітектуру в Школі планування й архітектури в Делі, де познайомилася з майбутнім чоловіком Жерардом да Кунья. Жили разом в Делі, згодом на Гоа, перш ніж розлучилися.
Повернувшись у Делі, влаштувалася до Національного інституту у справах міста. У 1984 році зустріла режисера Прадіпа Кішена, який став її другим чоловіком. Завдяки йому зацікавилася кіно. Зігравши кілька невеликих ролей, зокрема у фільмі Massey Sahib, почала писати сценарії.

## Літературна діяльність
У 1992 році розпочала роботу над своїм першим романом, завершеним 1996 року. Роком пізніше він вийшов під назвою «Бог Дрібниць». Напівбіографічній роман частково оповідає про дитинство письменниці в християнській родині у вищому суспільстві Керали. Роман зачіпає такі важливі для Індії теми, як кастова система, роль жінки, життя християн в Кералі, а також роль комуністичної партії в Кералі. Після виходу роману в Індії вісім британських видавництв боролися, щоби опублікувати дебют Рой в Британії. Рукопис було надіслано трьом видавництвам у Великій Британії. Одному з видавців, Девіду Годвіну, роман сподобався настільки, що він сів у літак і прилетів до Індії, щоб стати її першим агентом.
«Бог Дрібниць» був перекладений 42 мовами й опублікований загальним накладом понад 8 млн примірників. У тому ж році за цей роман Рой отримала Букерівську премію й отримала міжнародну популярність.
«Міністерство граничного щастя» — другий роман індійської письменниці. Він побачив світ через двадцять років після успішного дебюту — книжки «Бог Дрібниць», що принесла їй Букерівську премію. Роману так само притаманна поетичність та глибинна краса мови, властива стилю Рой. Однак за духом він геть інакший, нелінійний і суперечливий. Адже цього разу авторка кинула своїх героїв у вир новітньої історії Індії, зокрема у прекрасні ліси штату Джамму і Кашміру, де вже багато років точиться гострий збройний конфлікт. Та й самі герої — представники розмаїтих каст, віросповідань та світоглядів (гіджри, або ж люди «третьої статі», бунтівна архітекторка, не зовсім чесний журналіст, агент спецслужб, кашмірський повстанець тощо) — говорять надто різними голосами, борються по різний бік барикад, але здобувають кілька хвилин тиші поряд із близькими, живими чи мертвими, як вищу нагороду. В мить, коли духи ледь-ледь відчиняють двері паралельних реальностей життя.

### Художні видання
- Бог Дрібниць (1997)
- Міністерство найвищого щастя (2017)

### Нон-фікшн
- The End of Imagination (1998)
- The Cost of Living (1999)
- The Greater Common Good (1999)
- The Algebra of Infinite Justice (2002)
- Power Politics (2002)
- War Talk (2003)
- An Ordinary Person's Guide To Empire (2004)
- The Checkbook and the Cruise Missile: Conversations with Arundhati Roy (2004)
- The Shape of the Beast: Conversations with Arundhati Roy (2008)
- Listening to Grasshoppers: Field Notes on Democracy (2010)
- Broken Republic: Three Essays (2011)
- Walking with the Comrades (2011)
- Kashmir: The Case for Freedom (2011)
- Capitalism: A Ghost Story (2014)
- Things that Can and Cannot Be Said: Essays and Conversations (2016)
- The Doctor and the Saint: Caste, Race, and Annihilation of Caste, the Debate Between B.R. Ambedkar and M.K. Gandhi (2017)

## Переклади українською
Бог Дрібниць / Арундаті Рой; пер. з англ. Андрія Маслюха. — Львів: Видавництво Старого Лева, 2018. — 432 с. — ISBN 978-617-679-277-2.
Міністерство граничного щастя / Арундаті Рой; пер. з англ. Андрія Маслюха. — Львів: Видавництво Старого Лева, 2019. — 544 с. — ISBN 978-617-679-719-7.